# Reformierte Kirche Cham

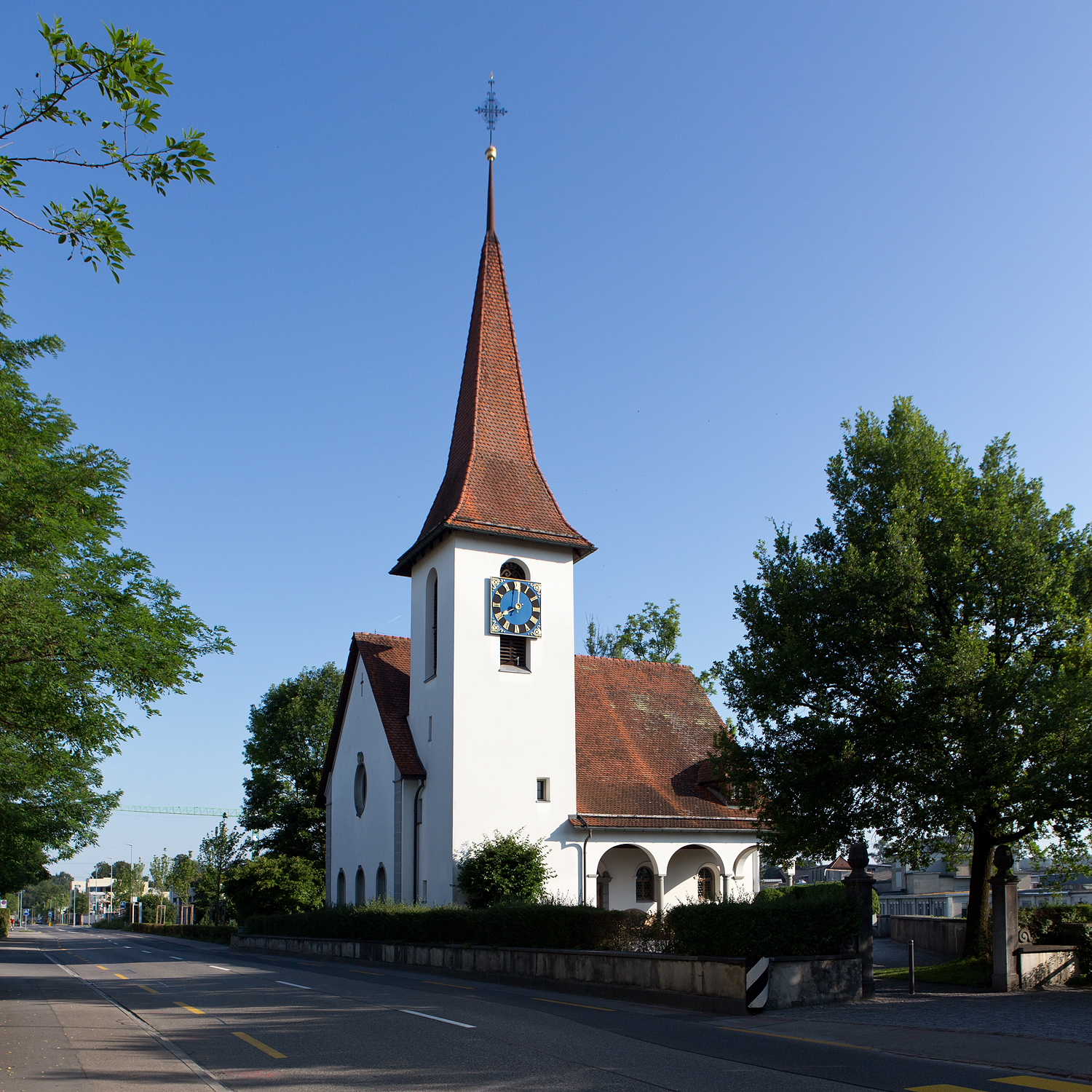
Reformierte Kirche Cham

Die Reformierte Kirche Cham ist ein Kirchengebäude der Evangelisch-reformierten Kirchgemeinde des Kantons Zug an der Sinserstrasse in Cham ZG. Die 1915 in Gebrauch genommene Kirche gilt als typisches Bauwerk des Heimatstils. Sie steht seit 1991 unter Denkmalschutz.

## Geschichte
Die Entstehung der reformierten Kirchgemeinde in Cham ist eng mit der Industrialisierung im Kanton Zug verbunden. Seit Mitte des 19. Jahrhunderts stieg die Zahl der Protestanten in Cham, die an wechselnden Orten ihre Gottesdienste feierten. Nach der Gründung des Protestantenvereins Cham-Hünenberg 1885 wurde seit 1895 auch der Bau einer eigenen Kirche angestrebt. Die Papierfabrik stellte 1912 ein Grundstück zwischen der Sinserstrasse und dem Steilufer der Lorze für den Kirchenbau zur Verfügung.
Der Architekt der Chamer Kirche war Emil Schäfer, der in den 1920er Jahren auch die reformierten Kirchen in Dietikon und Horn errichtete. In Cham stimmte er sich eng mit der Eigentümerfamilie der Papierfabrik ab. Oberst Richard Vogel brachte künstlerische und stilistische Vorschläge ein, und die Töchter von Carl Vogel-von Meiss stifteten Teile des Kircheninventars.
Die Grundsteinlegung war am 26. April 1914. Die vier von Hermann Rüetschi (Aarau) gegossenen Kirchenglocken (Schlagtöne e’, g’,  a’,  c’) wurden am 3. November 1915 im Turm aufgezogen. Am 21. November 1915 feierte die reformierte Gemeinde ihre Einweihung. Die von der Firma Kuhn AG (Männedorf) gebaute Orgel mit 14 Registern wurde am 1. Oktober 1922 in Gebrauch genommen.
Die Kirche blieb im Wesentlichen unverändert. 1962 war eine Aussenrenovation notwendig geworden. Bei der Aussenrestaurierung 1991 wurde der unter der Kirche gelegene Gemeindesaal ausgebaut. 2005 fand eine Innenrestaurierung statt.

## Beschreibung
Der schlichte, glatt verputzte Bau auf Sandsteinsockel prägt mit seinem steilen Satteldach optisch den nördlichen Ortsausgang von Cham. Zum Ort hin öffnet er sich an der südlichen Traufseite durch eine dreibogige, säulengestützte Vorhalle; hier setzt auch eine offene Treppe zum unteren Eingang an. Die schwierige Geländesituation am Ufer der Lorze wird nämlich so genutzt, dass unter der romanisierenden Apsis eine Sockelkonstruktion ein Unterrichtszimmer (heute Gemeindesaal) aufnimmt. In der Südwestecke schliesst der gedrungene Turm mit vierseitigem, geziegeltem Spitzhelm an die Vorhalle an. Auffällig ist das quadratische Uhrzifferblatt an der Südseite des Turms mit seinen goldenen Ziffern auf blauem Grund. Die Strassenfront an der Westseite hat keinen Eingang, aber drei niedrige Fenster im Erdgeschoss und ein hochovales Fenster im Giebelfeld. Die nördliche Traufseite weist zwei hohe Fenster und die Sakristei als «malerischen Annex unter Satteldach» auf.
Der Raumeindruck der Saalkirche wird vom reichlich verwendeten Eichenholz (Wandtäfer, Empore, Loge und Bänke) bestimmt. Eine flache, schmucklose Tonne und eine Halbkuppel über der Apsis überwölben den Kirchenraum. Ein Aquarell des Architekten Schäfer zeigt, dass die Kirche komplett ausgemalt werden sollte. Die Kombination von dunklem Violett, Grün, Rot und Ocker ist zeittypisch. In Cham wurde Schäfers Entwurf wahrscheinlich nicht umgesetzt, eine ältere Innenausmalung war aber bei der Restaurierung nicht mehr nachweisbar.
Der Innenraum weist nur wenige Kunstwerke auf. Den Taufstein aus rötlichem Untersberger Kalkstein, welcher ursprünglich mitten in der Apsis stehen sollte und nun seitlich versetzt ist, schuf Hans Markwalder: ein kniender Engel, der die Taufschale trägt. Die polygonale Kanzel am nördlichen Chorbogenpfeiler schmückte Karl Fischer mit Reliefs der vier Evangelisten, welche Anklänge an den Jugendstil haben. Die Hofglasmalerei Franz Xaver Zettler (München) fertigte die von Albert Figel entworfenen Apsisfenster: in der Mitte die Kreuzigung, links Maria und Josef mit dem neugeborenen Jesus in der Krippe und einem kindlichen Engel, rechts Jesus als Kinderfreund; die ihn umgebenden Kinder haben die Gesichtszüge von Kindern der Stifterin Alice Bodmer-Vogel Rau.